# Jadranka Kosorová
Jadranka Kosorová (* 1. července 1953, Pakrac) je bývalá chorvatská žurnalistka a bývalá premiérka Chorvatska.

## Biografie
Po ukončení studií práv v Záhřebu pracovala Kosorová od roku 1972 jako novinářka. Během války v Jugoslávii pracovala jako reportérka v rádiu. V jejím vysílání se objevovaly válečná témata, jako například problematika uprchlíků a jejich návrat domů.
V roce 1995 se Kosorová stala poslankyní v parlamentu za stranu Chorvatského demokratického společenství (Hrvatska Demokratska Zajednica – zkr. HDZ). Zde byla zvolena viceprezidentkou. Tuto funkci zastávala nejprve v letech 1995 až 1997, potom znovu od roku 2002.
Předseda vlády Ivo Sanader si po svém vítězství ve volbách v roce 2003 zvolil Kosorovou jako ministryni pro rodinu, válečné veterány a toleranci mezi generacemi.
HDZ nominovala Kosorovou v roce 2005 za svou kandidátku do prezidentských voleb. V prvním kole skončila těsně druhá před Borisem Mikšićem. V druhém kole dva týdny poté – 16. ledna 2005 podlehla Stjepanu Mesićovi, který post obhajoval.

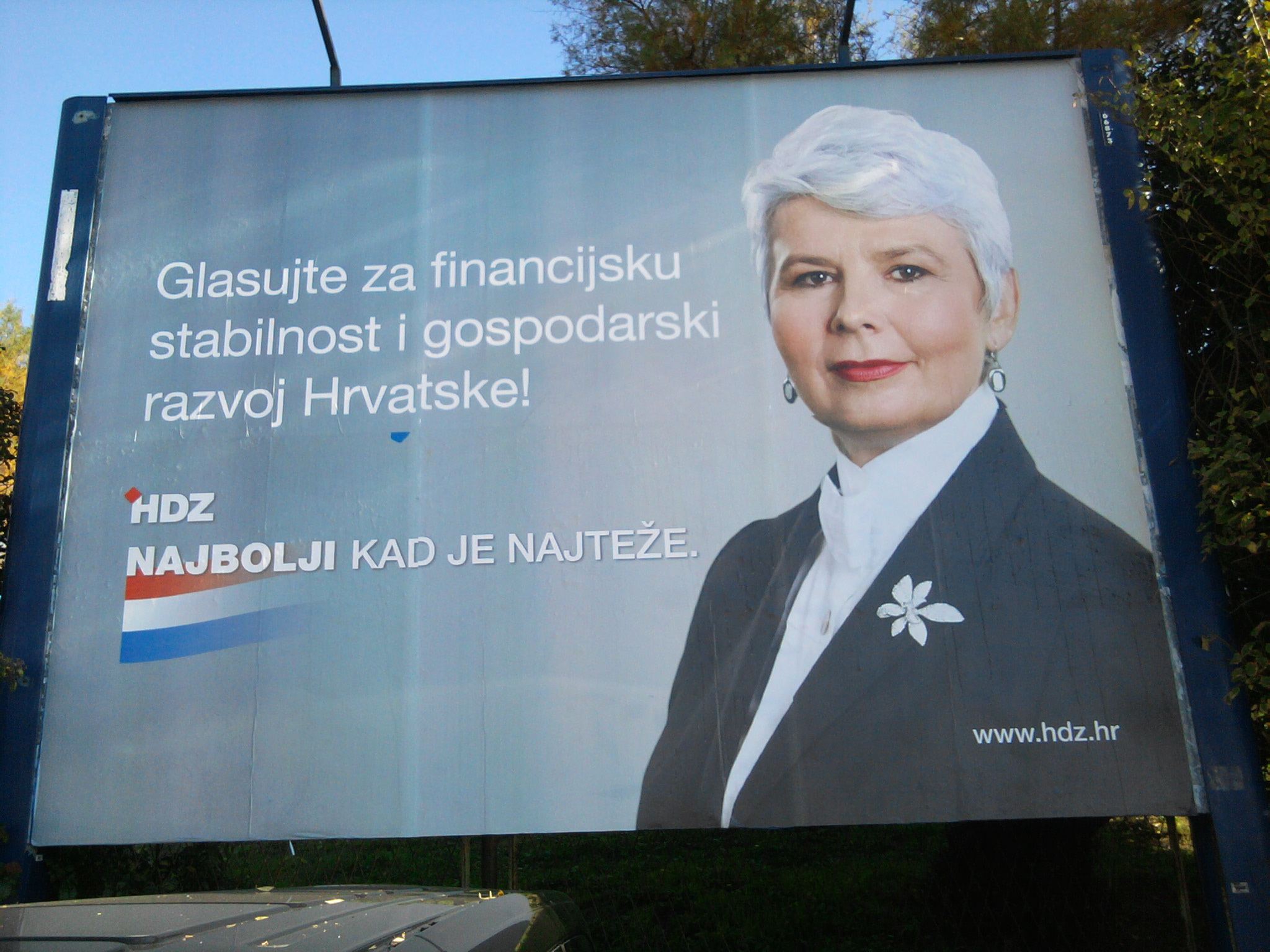
Jadranka Kosor (2011)

6. července 2009 se stala první ženou ve funkci premiéra Chorvatska poté co na funkci rezignoval Ivo Sanader. Dne 23. prosince 2011 ji ve funkci předsedy vlády vystřídal Zoran Milanović.
První kolo voleb
- 2. leden 2005
- celkem 13 kandidátů

| Pořadí | Kandidát       | %     |
| ------ | -------------- | ----- |
| 1.     | Stjepan Mesić  | 48.92 |
| 2.     | Jadranka Kosor | 20.31 |
| 3.     | Boris Mikšić   | 17.79 |

Druhé kolo
- 16. leden 2005
- postoupili první dva kandidáti z 1. kola

| Pořadí | Kandidát       | %     |
| ------ | -------------- | ----- |
| 1.     | Stjepan Mesić  | 65.93 |
| 2.     | Jadranka Kosor | 34.07 |